# Dîner celtique
Le Dîner celtique a été un banquet annuel rassemblant des Bretons et sympathisants de la Bretagne vivant à Paris à partir de 1878. Il était l'occasion de discours, de déclamation de poèmes et chants en chœur. Il a une postérité sous le même nom au XXIe siècle, car une manifestation au nom identique a lieu à Paris depuis 2007.

## Banquets de Bretons de Paris anciens
Les Bretons de Paris se sont réunis pour des banquets, par exemple sous l'égide de l'Académie celtique, à partir de 1810. Alphonse de Lamartine (non-Breton, mais, marié à une Galloise et passionné par la Matière celtique), Auguste Brizeux, Félicité de Lamennais, François Broussais, Auguste Hilarion de Kératry, Paul Eugène Lanjuinais les ont fréquentés sous la monarchie de Juillet. En 1877, Paul Sébillot, qui participera aussi aux Dîners celtiques, avait fondé La Pomme avec ses banquets qui réunissait des Bretons et des Normands de Paris.

## Fondation du Dîner celtique
Le premier Dîner celtique a eu lieu en mai 1878 à Paris, au Café d'Alençon, au 8, place de Rennes (qui est la partie du boulevard du Montparnasse située en face de l'ancienne gare du Montparnasse), et réunissait, à l'origine, principalement des linguistes spécialistes de breton et des langues celtiques. Les premiers noms cités sont Henri Gaidoz, Joseph Loth, le peintre et poète Albert Clouard, Henri d'Arbois de Jubainville, François-Marie Luzel, l'abbé Louis Martin, Hamonic, bibliothécaire au Ministère de l'Instruction publique et, surtout, l'écrivain et poète Narcisse Quellien, qui semble en avoir été un organisateur et un animateur permanent. Selon Ernest Renan, l'idée serait venue d'Henri Gaidoz, mais elle est plus généralement attribuée à Quellien

## Activités et rayonnement du Dîner celtique
En juin 1879, le banquet est tenu à l'Hôtel de la Marine, toujours boulevard du Montparnasse, au numéro 59 de celui-ci. Le nombre de convives s'élargit, grâce à l'entregent d'Henri Gaidoz, professeur à l'École pratique des hautes études. On y vit Henri Martin, Eugène Rolland, Paul Sébillot et Anatole de Barthélémy. Jusqu'en 1880, il était dénommé Dîner de la Société celtique. De 1880 à sa mort en 1892, Ernest Renan en fut désigné comme le président à vie, ce qui donna, quelque temps, à la réunion une réputation de rassemblement anticlérical, ou même de francs-maçons et d'athées qui fit l'objet d'attaques de la part de Bretons catholiques. Plus tard, des personnalités comme le créateur du journal, Le Globe, Alexandre Bertrand, l'égyptologue, Arthur Rhône et le celtologue, Théodore Hersart de la Villemarqué participèrent à un événement de plus en plus fréquenté.
Hormis une tentative, qui fut un échec, de le décentraliser à Quimper, en 1885, le Dîner celtique eut toujours lieu à Paris et de rendez-vous de celtisants et de poètes, il en vint à rassembler l'élite intellectuelle des Bretons et de leurs amis habitant dans la capitale. Selon, le Journal des Bretons de Paris, en 1894, Il énumère des nombreuses personnalités des Arts et de l'Université qui y ont participé : Ernest Psichari, gendre de Renan, Ary Renan, Louis-Albert Bourgault-Ducoudray, Alfred Guillou, Henri Mauger, Louis Tiercelin, Charles Monselet, François Coppée, Yann Nibor (Albert Robin), Eugène Le Mouel…
Le décès accidentel de Narcisse Quellien en 1902 amena Paul Sébillot, beau-frère du ministre et directeur de journaux, Yves Guyot, à prendre la relève de l'organisation, tandis que Charles Le Goffic en prenait la présidence.
Le 24 mai 1902, 12 participants inaugurèrent cette nouvelle période (Charles Le Goffic, Paul Sébillot, A. Hamon, Eugène Galland, Jean Pleyber, Léon Durocher, Olivier de Gourcuff, Maurice le Dault, Théophile Poilpot, Paul Renimel, Olliivier. En septembre 1903, il fut donné rendez-vous aux participants du Dîner à l'inauguration de la statue d'Ernest Renan, à Tréguier et c'est Anatole Le Braz, qui fit le plus long des discours, au nom des Bretons de Paris, bien qu'il ait quitté la ville, vingt-cinq ans plus tôt.
Selon le principal historien des Bretons établis à Paris et dans sa région, Armel Calvé, les discours et interruptions ont souvent reflété les différents idéologiques, intellectuels et artistiques des participants. Les positions d'un Quellien faisant de La Villemarqué, « notre maître à tous » ou de Charles Le Goffic, estimant, en 1902, devant de nombreux républicains que « le monument de Hoche à Quiberon est une œuvre de haine » ne manquent pas de créer des oppositions.

## Les autres banquets réunissant des Bretons à Paris
En 1899 est fondée l'Association Les Bleus de Bretagne qui organisa ses propres banquets, puis, Armand Dayot, l'un de ses animateurs, créa Les Bretons de Paris qui réunissait, aussi, autour d'un banquet des Bretons républicains, soucieux de se distinguer des Dîners celtiques où se côtoyaient des gens de droite et de gauche.

## Postérité du Dîner celtique
En 2007, sous l'impulsion de Ronan Le Flécher et de Yannick Le Bourdonnec, le Dîner celtique est réapparu avec le support d'une association dénommée Les Dîners celtiques. Plusieurs fois par an, les Dîners réunissent des personnalités du monde économique, politique et culturel breton autour d'un invité d'honneur (responsable politique, dirigeant d'entreprise...). Elle attribue une fois par an un prix à une association ou une cause bretonne.